# اندیس کوه گل طاهان
کوه گل طاهان یک اندیس فلزی است که در حوالی شهر نودژ استان هرمزگان قرار دارد و مادهٔ معدنی موجود در آن، کرومیت است.  